# Rabanera
Rabanera es un municipio de la comunidad autónoma de La Rioja (España), situado en la cuenca del río Leza, comarca del Camero Viejo. Es la localidad natal del industrial Manuel Agustín Heredia.

## Geografía humana

### Demografía
Cuenta con una población de 31 habitantes (INE 2024).
| Gráfica de evolución demográfica de Rabanera entre 1842 y 2021                                                        |
| |
| Población de derecho según los censos de población del INE. Población de hecho según los censos de población del INE. |

## Administración
| Periodo   | Nombre                   | Partido       |
| --------- | ------------------------ | ------------- |
| 1979-1983 | Laureano Escolar Escolar | UCD           |
| 1983-1987 | Laureano Escolar Escolar | AP            |
| 1987-1991 | Laureano Escolar Escolar | Independiente |
| 1991-1995 | Laureano Escolar Escolar | PP            |
| 1995-1999 | Laureano Escolar Escolar | Independiente |
| 1999-2003 | Laureano Escolar Escolar | PSOE          |
| 2003-2007 | Laureano Escolar Escolar | PP            |
| 2007-2011 | Laureano Escolar Escolar | PP            |
| 2011-2015 | Andrés Escolar López     | PP            |
| 2015-2019 | Andrés Escolar López     | PP            |
| 2019-2023 | Andrés Escolar López     | PP            |

## Hijos ilustres
- Manuel Agustín Heredia Martínez: Nacido en Rabanera en mayo de 1786, fue uno de los principales empresarios españoles del siglo XIX, y el más importante empresario siderurgico del país. Emigró joven a Málaga, donde trabajó de dependiente, hasta que en 1808 comenzó con negocios comerciales, hasta fundar en 1826 La Concepción, los primeros altos hornos de España, y la empresa que le llevaría al éxito empresarial. Fue senador del reino. Falleció en 1846 en Málaga.

## Patrimonio
- Iglesia de la Asunción. De los siglos XVI y XVII.[3]
- Acueducto sobre el río Rabanera. De los siglos XVI y XVII.[3]
- Antigua fábrica de paños.Del siglo XVIII.[3]

## Literatura
- Ernesto Reiner. Viaje por el Camero Viejo. Logroño 1984. ISBN 84-398-2054-2
- Varios Autores. Por los Cameros en los Años Noventa. Logroño 1991. ISBN 84-87209-34-3